# Vice-président de la république du Salvador
Le vice-président de la république du Salvador (en espagnol : Vicepresidente de la República de El Salvador) une fonction politique de la République du Salvador remplissant le second rôle en importance de l'exécutif salvadorien. Il est élu simultanément au président du Salvador. Pour la période 2020-2024, le vice-président est Félix Ulloa du parti Nouvelles idées.

## Liste des vice-présidents
| No                                          | Portrait | Nom (Naissance–Mort)                        | Mandat            | Mandat            | Mandat           | Parti politique                                     | Président |
| No                                          | Portrait | Nom (Naissance–Mort)                        | Début             | Fin               | Durée            | Parti politique                                     | Président |
| ------------------------------------------- | -------- | ------------------------------------------- | ----------------- | ----------------- | ---------------- | --------------------------------------------------- | --- |
| 1                                           |          | Pedro José Arce (es) (1801–1871)            | Septembre 1842    | 7 février 1844    | –                | Indépendant                                         | Juan José Guzmán Cayetano Antonio Molina Pedro José Arce Cayetano Antonio Molina Pedro José Arce Fermín Palacios                                                 |
| 2                                           |          | Luis Ayala (1801–1883)                      | 7 février 1844    | 29 février 1844   | 22 jours         | Indépendant                                         | Francisco Malespín |
| 3                                           |          | Joaquín Eufrasio Guzmán (1801–1875)         | 29 février 1844   | 1 février 1846    | 1 an, 338 jours  | Indépendant                                         | Francisco Malespín Joaquín Eufrasio Guzmán |
| 4                                           |          | José Campo y Pomar (1806–1881)              | 1 février 1846    | 1 février 1848    | 2 ans            | Indépendant                                         | Eugenio Aguilar |
| 5                                           |          | José Félix Quirós (1811–1883)               | 1 février 1848    | 1 février 1852    | 4 ans            | Indépendant                                         | Tomás Medina José Félix Quirós Doroteo Vasconcelos Ramón Rodríguez Doroteo Vasconcelos Francisco Dueñas José Félix Quirós Francisco Dueñas José María San Martín |
| 6                                           |          | Tomás Medina (1803–1884)                    | 1 février 1852    | 1 février 1854    | 2 ans            | Indépendant                                         | Francisco Dueñas |
| 7                                           |          | José Mariano Hernández (1786–1864)          | 1 février 1854    | 1 février 1856    | 2 ans            | Indépendant                                         | Vicente Gómez José María San Martín |
| 8                                           |          | Francisco Dueñas (1810–1884)                | 1 février 1856    | 1 février 1858    | 2 ans            | Conservateur                                        | Francisco Dueñas Rafael Campo |
| 9                                           |          | Joaquín Eufrasio Guzmán, (1801–1875)        | 1 février 1858    | 1 février 1860    | 2 ans            | Indépendant                                         | Lorenzo Zepeda Miguel Santín del Castillo Joaquín Eufrasio Guzmán José María Peralta Gerardo Barrios                                                             |
| 10                                          |          | José Félix Quirós (1811–1883)               | 1 février 1860    | 23 octobre 1863   | 3 ans, 264 jours | Indépendant                                         | Gerardo Barrios |
| Vacant (23 octobre 1863 – 1 février 1865)   |          |                                             |                   |                   |                  |                                                     | |
| 11                                          |          | Gregorio Arbizú (?–?)                       | 1 février 1865    | 1 février 1869    | 4 ans            | Indépendant                                         | Francisco Dueñas |
| 12                                          |          | José María Parrilla (1807–1883)             | 1 février 1869    | 15 avril 1871     | 2 ans, 73 jours  | Indépendant                                         | Francisco Dueñas |
| Vacant (15 avril 1871 – 1 février 1872)     |          |                                             |                   |                   |                  |                                                     | |
| 13                                          |          | Manuel Méndez (?–1872)                      | 1 février 1872    | 1 septembre 1872  | 213 jours        | Indépendant                                         | Santiago González |
| Vacant (1 septembre 1872 – 1 février 1876)  |          |                                             |                   |                   |                  |                                                     | |
| 14                                          |          | Santiago González (1818–1887)               | 1 février 1876    | 1 mai 1876        | 90 jours         | Libéral                                             | Andrés del Valle |
| Vacant (1 mai 1876 – 1 mars 1887)           |          |                                             |                   |                   |                  |                                                     | |
| 15                                          |          | Baltasar Estupinián (?–?)                   | 1 mars 1887       | 17 mars 1887      | 16 jours         | Libéral                                             | Francisco Menéndez |
| Vacant (17 mars 1887 – 1 mars 1891)         |          |                                             |                   |                   |                  |                                                     | |
| 16                                          |          | Antonio Ezeta (?–?)                         | 1 mars 1891       | 9 juin 1894       | 3 ans, 100 jours | Libéral                                             | Carlos Ezeta |
| Vacant (9 juin 1894 – 1 mars 1895)          |          |                                             |                   |                   |                  |                                                     | |
| 17                                          |          | Prudencio Alfaro (1861–1915)                | 1 mars 1895       | 13 novembre 1898  | 3 ans, 257 jours | Libéral                                             | Rafael Antonio Gutiérrez |
| Vacant (14 novembre 1898 – 1 mars 1899)     |          |                                             |                   |                   |                  |                                                     | |
| 18                                          |          | Francisco Antonio Reyes Gálvez (1860–1951)  | 1 mars 1899       | 1 mars 1903       | 4 ans            | Libéral                                             | Tomás Regalado |
| 19                                          |          | Calixto Velado Eduardo (1855–1927)          | 1 mars 1903       | 1 mars 1907       | 4 ans            | Conservateur                                        | Pedro José Escalón |
| 20                                          |          | Manuel Enrique Araujo (1865–1913)           | 1 mars 1907       | 1 mars 1911       | 4 ans            | Indépendant                                         | Fernando Figueroa |
| 21                                          |          | Onofre Durán Santillana (1836–?)            | 1 mars 1911       | 9 février 1913    | 1 an, 345 jours  | Indépendant                                         | Manuel Enrique Araujo |
| Vacant (9 février 1913 – 1 mars 1915)       |          |                                             |                   |                   |                  |                                                     | |
| 22                                          |          | Alfonso Quiñónez Molina (1874–1950)         | 1 mars 1915       | 1 mars 1923       | 8 ans            | Parti national démocratique                         | Carlos Meléndez Ramirez Alfonso Quiñónez Molina Jorge Meléndez                                                                                                   |
| 23                                          |          | Pío Romero Bosque (1860–1935)               | 1 mars 1923       | 1 mars 1927       | 4 ans            | Parti national démocratique                         | Alfonso Quiñónez Molina |
| 24                                          |          | Gustavo Vides (?–?)                         | 1 mars 1927       | 1 mars 1931       | 4 ans            | Parti national démocratique                         | Pío Romero Bosque |
| 25                                          |          | Maximiliano Hernández Martínez (1882–1966)  | 1 mars 1931       | 2 décembre 1931   | 276 jours        | Parti national républicain                          | Arturo Araujo |
| Vacant (2 décembre 1931 – 1 mars 1945)      |          |                                             |                   |                   |                  |                                                     | |
| 26                                          |          | Manuel Adriano Vilanova (1873–?)            | 1 mars 1945       | 14 décembre 1948  | 3 ans, 288 jours | Unification Social Democratic Party                 | Salvador Castaneda Castro |
| Vacant (14 décembre 1948 – octobre 1950)    |          |                                             |                   |                   |                  |                                                     | |
| 27                                          |          | José María Peralta Salazar, (1907–?)        | Octobre 1950      | 14 septembre 1956 |                  | Parti révolutionnaire de l'unification démocratique | Óscar Osorio |
| 28                                          |          | Humberto Costa, (1906–?)                    | 14 septembre 1956 | 26 octobre 1960   |                  | Parti révolutionnaire de l'unification démocratique | José María Lemus |
| Vacant (26 octobre 1960 – 25 janvier 1962)  |          |                                             |                   |                   |                  |                                                     | |
| 29                                          |          | Francisco José Guerrero (1925–1989)         | 25 janvier 1962   | 1 juillet 1962    | 156 jours        | Parti de la concertation nationale                  | Eusebio Rodolfo Cordón Cea |
| 29                                          |          | Salvador Ramírez Siliézar (?–?)             | 25 janvier 1962   | 1 juillet 1962    | 156 jours        | Indépendant                                         | Eusebio Rodolfo Cordón Cea |
| 30                                          |          | Francisco Roberto Lima (1917–?)             | 1 juillet 1962    | 1 juillet 1967    | 5 ans            | Parti de la concertation nationale                  | Julio Adalberto Rivera Carballo |
| 31                                          |          | Humberto Guillermo Cuestas (1921–2005)      | 1 juillet 1967    | 1 juillet 1972    | 5 ans            | Parti de la concertation nationale                  | Fidel Sánchez Hernández |
| 32                                          |          | Enrique maiorga Rivas (1926–?)              | 1 juillet 1972    | 1 juillet 1977    | 5 ans            | Parti de la concertation nationale                  | Arturo Armando Molina |
| 33                                          |          | Julio Ernesto Astacio (1932–)               | 1 juillet 1977    | 15 octobre 1979   | 2 ans, 106 jours | Parti de la concertation nationale                  | Carlos Humberto Romero |
| Vacant (15 octobre 1979 – 13 décembre 1980) |          |                                             |                   |                   |                  |                                                     | |
| 34                                          |          | Jaime Abdul Gutiérrez (1936–2012)           | 13 décembre 1980  | 2 mai 1982        | 1 an, 140 jours  | Militaire                                           | Revolutionary Government Junta (José Napoleón Duarte) |
| 35                                          |          | Raúl Molina Martínez, (1938–)               | 2 mai 1982        | 1 juin 1984       | 2 ans, 60 jours  | Parti de la concertation nationale                  | Álvaro Magaña |
| 35                                          |          | Mauricio Gutiérrez Castro, (1942–)          | 2 mai 1982        | 1 juin 1984       | 2 ans, 60 jours  | Alliance républicaine nationaliste                  | Álvaro Magaña |
| 35                                          |          | Pablo Mauricio Alvergue, (1930s–)           | 2 mai 1982        | 1 juin 1984       | 2 ans, 60 jours  | Parti démocrate-chrétien du Salvador                | Álvaro Magaña |
| 36                                          |          | Rodolfo Antonio Castillo Claramount (1936–) | 1 juin 1984       | 1 juin 1989       | 5 ans            | Parti démocrate-chrétien du Salvador                | José Napoleón Duarte |
| 37                                          |          | José Francisco Merino López (1952–)         | 1 juin 1989       | 1 juin 1994       | 5 ans            | Alliance républicaine nationaliste                  | Alfredo Cristiani |
| 38                                          |          | Enrique Borgo Bustamante (1928–)            | 1 juin 1994       | 1 juin 1999       | 5 ans            | Alliance républicaine nationaliste                  | Armando Calderón Sol |
| 39                                          |          | Carlos Quintanilla Schmidt (1953–)          | 1 juin 1999       | 1 juin 2004       | 5 ans            | Alliance républicaine nationaliste                  | Francisco Flores Pérez |
| 40                                          |          | Ana Vilma de Escobar (1954–)                | 1 juin 2004       | 1 juin 2009       | 5 ans            | Alliance républicaine nationaliste                  | Antonio Saca |
| 41                                          |          | Salvador Sánchez Cerén (1944–)              | 1 juin 2009       | 1 juin 2014       | 5 ans            | Front Farabundo Martí de libération nationale       | Mauricio Funes |
| 42                                          |          | Óscar Ortiz (1961–)                         | 1 juin 2014       | 1 juin 2019       | 5 ans            | Front Farabundo Martí de libération nationale       | Salvador Sánchez Cerén |
| 43                                          |          | Félix Ulloa (1951–)                         | 1 juin 2019       | 1 décembre 2023   | 4 ans, 183 jours | Indépendant Nouvelles idées                         | Nayib Bukele |
| Vacant (depuis le 1 décembre 2023)          |          |                                             |                   |                   |                  |                                                     | |